# Pino Pascali

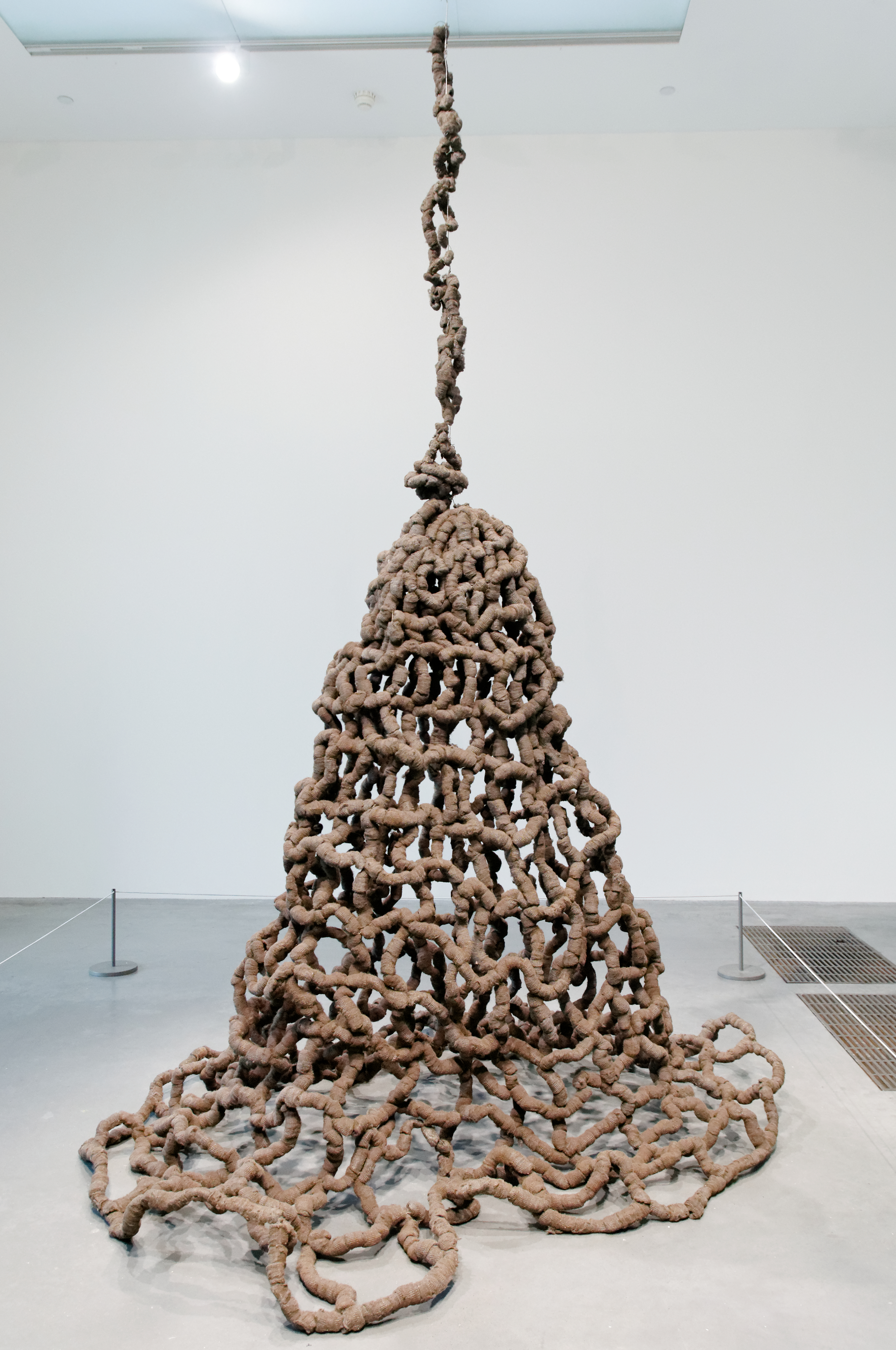
Trap Pascali Tate Modern T12982

Pino Pascali (* 19. Oktober 1935 in Bari; † 11. September 1968 in Rom) war ein italienischer Künstler.
Pascali zählt zu den wichtigsten Vertretern der Arte povera, neben Michelangelo Pistoletto, Jannis Kounellis, Mario Merz, Alighiero Boetti, Eliseo Mattiacci, Renato Mambor, Sergio Lombardo und Cesare Tacchi.
Zunächst besuchte Pascali in Bari eine Schule mit naturwissenschaftlicher Ausrichtung, wechselte dann 1955 nach Neapel, wo er einen künstlerischen Abschluss erwarb. 1956 schrieb er sich an der Accademia di belle arti di Roma ein, wo er bei Toti Scialoja studierte und Jannis Kounellis kennenlernte. Nach seinem Diplom 1959 arbeitete er für die RAI als Bühnenbildner.
Im Januar 1968 hatte er eine Ausstellung in Köln, im September desselben Jahres starb er bei einem Motorradunfall.